# Novolopa maculata
Novolopa maculata är en insektsart som beskrevs av Knight 1973. Novolopa maculata ingår i släktet Novolopa och familjen dvärgstritar. Inga underarter finns listade i Catalogue of Life.